# Festival de la fiction TV de La Rochelle 2009
La 11e édition du Festival de la fiction TV s'est déroulée à La Rochelle, du 16 au 20 septembre 2009. Trente-sept œuvres (11 téléfilms, 4 mini-séries, 4 séries de prime-time, 3 programmes de seconde partie de soirée, 3 programmes courts, 4 fictions Web et 8 téléfilms européens) ont été retenues pour la compétition sur les quatre-vingt-quinze proposées aux organisateurs.  
Hors compétition, le téléfilm de M6, L'Internat, de Bruno Garcia a ouvert le festival, alors que la série de Canal+, Braquo réalisée par Olivier Marchal l'a clôturé.

## Jury
Le jury était composé de :
- Robin Renucci (président), comédien
- Alexandre Brasseur, comédien
- Florence Darel, comédienne
- Marine Delterme, comédienne
- Olivier Guignard, réalisateur
- Nicole Jamet, scénariste
- Bruno Madinier, comédien
- François Staal, compositeur
- Raymond Vouillamoz, réalisateur

## En compétition
Plusieurs catégories d'œuvres sont proposées en compétition.

### Téléfilms
- Grands Reporters (Arte), de Gilles de Maistre
- La Saison des immortelles (France 3), d'Henri Helman
- Une aventure new yorkaise (Arte), d'Olivier Lécot
- Un viol (France 2), de Marion Sarraut
- Des gens qui passent (France 2), d'Alain Nahum
- Jusqu'à l'enfer (France 2), de Denis Malleval
- Kanah d'ha (Super Écran), de Pierre Paquin
- Panique ! (TF1), de Benoît d'Aubert
- Belleville Story (Arte), d'Arnaud Malherbe
- Les Associés (TF1), d'Alain Berliner
- Entre deux ombres (France 3), de Philippe Venault

### Mini séries
- Beauregard (France 3), de Jean-Louis Lorenzi
- Paradis criminel (France 3), de Serge Meynard
- Cartouche, le brigand magnifique (France 2), d'Henri Helman
- Douce France (France 2), de Stéphane Giusti

### Séries de prime time
- Tout sur moi (Radio-Canada), de Stéphane Lapointe
- Un flic (France 2), de Patrick Dewolf
- Kaamelott (M6), d'Alexandre Astier
- Aveux (Radio-Canada), de Serge Boucher

### Programmes de deuxième partie de soirée
- Conte de la frustration (France 2), d'Akhenaton et Didier Daarwin
- Azad (France 2), de Nicolas Tackian
- La Fille au fond du verre à saké (Canal+), d'Emmanuel Sapolsky

### Programmes courts
- Ça vous est déjà arrivé ? (TF6), d'Ami Cohen
- Déformations professionnelles (M6), de Benjamin Guedj
- Victor Poussin bricoleur (Canal C), de Jean-Frédéric Eerdekens

### Fiction du Web
- Kaïra Shopping (canalplus.fr), de Franck Gastambide
- L'Histoire racontée par des chaussettes, de Dédo et Yacine
- Le Conseil du jour, de Jean-Paul Bezzina et Timothy Duquesne
- Les Bobonobos, d'Alain Berliner

### Téléfilms européens
- La Visite de la vieille dame (Allemagne), de Nikolauss Leyter
- Pain et liberté (Italie), d'Alberto Negrin
- La Fille à papa (République Tchèque), de Petr Slavik
- Sa femme (Suède), de Katherine Windfeld
- Liberté 21 (Portugal), de Sérgio Graciano
- Femmes de lettres (Royaume-Uni), de John Henderson
- L'Arbre magique (Pologne), d'Andrzeij Maleszka
- L'Aigle rouge (Espagne), de Daniel Écija

## Palmarès
Le jury a décerné les prix suivants : 
- Meilleure série de prime time : Kaamelott
- Meilleur téléfilm : Belleville Story
- Meilleure mini-série de prime-time : Paradis criminel
- Meilleure fiction de deuxième partie de soirée : Azad
- Meilleur programme court : Déformations professionnelles
- Meilleure interprétation masculine : Mehdi Nebbou pour Douce France
- Meilleure interprétation féminine : Annelise Hesme pour Entre deux ombres
- Révélation masculine : Paco Boublard pour Belleville Story et, ex aequo, Théo Frilet pour Des gens qui passent
- Révélation féminine : Karina Testa pour Douce France
- Meilleure fiction du Web : L'Histoire racontée par des chaussettes
- Meilleur film européen (décerné par Jury Journalistes) : La Fille à papa
- Meilleur scénario : Hervé Korian pour Les Associés
- Meilleure réalisation : Claude Desrosiers pour Aveux
- Meilleure contribution technique : Conte de la frustration
- Meilleure Musique : Nicolas Jorelle pour Un viol
- Prix spécial du Jury / La Rochelle : Grands reporters
- Prix des collégiens de la Charente-Maritime / TV Mag : La Saison de immortelles
- Label de la Région Poitou-Charentes : Entre deux ombres